# Spada și trandafirul
Spada și trandafirul (titlu original: în engleză The Sword and the Rose) este un film americano-britanic de familie de aventuri din 1953 regizat de Ken Annakin. Rolurile principale au fost interpretate de actorii Glynis Johns, James Robertson Justice și Richard Todd. Este bazat pe romanul When Knighthood Was in Flower⁠(d) de Charles Major (1856-1913).

## Rezumat
În timpul domniei lui Henric al VIII-lea, Maria Tudor caută să scape de o căsătorie forțată cu regele francez și vrea să fugă în America cu adevărata ei dragoste, dar planurile ei nu sunt atât de ușor de executat.

## Distribuție
- Glynis Johns – Maria Tudor
- James Robertson Justice – Henric al VIII-lea
- Richard Todd – Charles Brandon, 1st Duke of Suffolk
- Michael Gough – Duke of Buckingham
- Jane Barrett – Lady Margaret
- Peter Copley – Sir Edwin Caskoden
- Ernest Jay – Lord Chamberlain
- Jean Mercure – Louis XII
- D. A. Clarke-Smith – Cardinal Wolsey
- Gérard Oury – Francisc I al Franței
- Fernand Fabre – DeLongueville
- Gaston Richer – Antoine Duprat
- Rosalie Crutchley – Catherine de Aragon
- Bryan Coleman – Earl of Surrey
- Helen Goss – Princess Claude
- Patrick Cargill – French Diplomat
- Anthony Sharp – French Diplomat
- Richard Molinas – Father Pierre